# GABA transporter tip 1
GABA transporter 1 (GAT-1, natrijum- i hlorid-zavisni GABA transporter 1) je protein koji je kod ljudi kodiran SLC6A1 genom.

## Funkcija
GAT-1 je transporter gama-aminobuterne kiseline (GABA), koji uklanja GABA iz sinaptičkog rascepat.

## Interakcije
formira interakcije sa STX1A.

## Literatura
- Nelson H, Mandiyan S, Nelson N (1990). „Cloning of the human brain GABA transporter.”. FEBS Lett. 269 (1): 181—4. PMID 2387399. doi:10.1016/0014-5793(90)81149-I.
- Bennett ER, Kanner BI (1997). „The membrane topology of GAT-1, a (Na+ + Cl-)-coupled gamma-aminobutyric acid transporter from rat brain.”. J. Biol. Chem. 272 (2): 1203—10. PMID 8995422. doi:10.1074/jbc.272.2.1203.
- Bismuth Y, Kavanaugh MP, Kanner BI (1997). „Tyrosine 140 of the gamma-aminobutyric acid transporter GAT-1 plays a critical role in neurotransmitter recognition.”. J. Biol. Chem. 272 (26): 16096—102. PMID 9195904. doi:10.1074/jbc.272.26.16096.
- DeFelipe J, González-Albo MC (1998). „Chandelier cell axons are immunoreactive for GAT-1 in the human neocortex.”. Neuroreport. 9 (3): 467—70. PMID 9512391. doi:10.1097/00001756-199802160-00020.
- Conti F; Melone M; De Biasi S;  . (1998). „Neuronal and glial localization of GAT-1, a high-affinity gamma-aminobutyric acid plasma membrane transporter, in human cerebral cortex: with a note on its distribution in monkey cortex.”. J. Comp. Neurol. 396 (1): 51—63. PMID 9623887. doi:10.1002/(SICI)1096-9861(19980622)396:1<51::AID-CNE5>3.0.CO;2-H.
- Beckman ML, Bernstein EM, Quick MW (1998). „Protein kinase C regulates the interaction between a GABA transporter and syntaxin 1A.”. J. Neurosci. 18 (16): 6103—12. PMID 9698305.
- Augood SJ; Waldvogel HJ; Münkle MC;  . (1999). „Localization of calcium-binding proteins and GABA transporter (GAT-1) messenger RNA in the human subthalamic nucleus.”. Neuroscience. 88 (2): 521—34. PMID 10197772. doi:10.1016/S0306-4522(98)00226-7.
- Ong WY, Yeo TT, Balcar VJ, Garey LJ (2000). „A light and electron microscopic study of GAT-1-positive cells in the cerebral cortex of man and monkey.”. J. Neurocytol. 27 (10): 719—30. PMID 10640187. doi:10.1023/A:1006946717065.
- Deken SL, Beckman ML, Boos L, Quick MW (2000). „Transport rates of GABA transporters: regulation by the N-terminal domain and syntaxin 1A.”. Nat. Neurosci. 3 (10): 998—1003. PMID 11017172. doi:10.1038/79939.
- Whitworth TL, Quick MW (2001). „Substrate-induced regulation of gamma-aminobutyric acid transporter trafficking requires tyrosine phosphorylation.”. J. Biol. Chem. 276 (46): 42932—7. PMID 11555659. doi:10.1074/jbc.M107638200.
- Hachiya Y, Takashima S (2002). „Development of GABAergic neurons and their transporter in human temporal cortex.”. Pediatr. Neurol. 25 (5): 390—6. PMID 11744314. doi:10.1016/S0887-8994(01)00348-4.
- Quick MW (2002). „Substrates regulate gamma-aminobutyric acid transporters in a syntaxin 1A-dependent manner.”. Proc. Natl. Acad. Sci. U.S.A. 99 (8): 5686—91. PMC 122832 . PMID 11960023. doi:10.1073/pnas.082712899.
- Kanner BI (2003). „Transmembrane domain I of the gamma-aminobutyric acid transporter GAT-1 plays a crucial role in the transition between cation leak and transport modes.”. J. Biol. Chem. 278 (6): 3705—12. PMID 12446715. doi:10.1074/jbc.M210525200.
- Strausberg RL; Feingold EA; Grouse LH;  . (2003). „Generation and initial analysis of more than 15,000 full-length human and mouse cDNA sequences.”. Proc. Natl. Acad. Sci. U.S.A. 99 (26): 16899—903. PMC 139241 . PMID 12477932. doi:10.1073/pnas.242603899.
- Zomot E, Kanner BI (2003). „The interaction of the gamma-aminobutyric acid transporter GAT-1 with the neurotransmitter is selectively impaired by sulfhydryl modification of a conformationally sensitive cysteine residue engineered into extracellular loop IV.”. J. Biol. Chem. 278 (44): 42950—8. PMID 12925537. doi:10.1074/jbc.M209307200.
- Ota T; Suzuki Y; Nishikawa T;  . (2004). „Complete sequencing and characterization of 21,243 full-length human cDNAs.”. Nat. Genet. 36 (1): 40—5. PMID 14702039. doi:10.1038/ng1285.
- Zhou Y, Bennett ER, Kanner BI (2004). „The aqueous accessibility in the external half of transmembrane domain I of the GABA transporter GAT-1 Is modulated by its ligands.”. J. Biol. Chem. 279 (14): 13800—8. PMID 14744863. doi:10.1074/jbc.M311579200.
- Hu JH; Ma YH; Jiang J;  . (2004). „Cognitive impairment in mice over-expressing gamma-aminobutyric acid transporter 1 (GAT1).”. Neuroreport. 15 (1): 9—12. PMID 15106822. doi:10.1097/00001756-200401190-00003.
- Korkhov VM, Farhan H, Freissmuth M, Sitte HH (2005). „Oligomerization of the {gamma}-aminobutyric acid transporter-1 is driven by an interplay of polar and hydrophobic interactions in transmembrane helix II.”. J. Biol. Chem. 279 (53): 55728—36. PMID 15496410. doi:10.1074/jbc.M409449200.